# Meliaba
Meliaba là một chi bướm đêm thuộc họ Erebidae.